# Connarus nicobaricus
Connarus nicobaricus är en tvåhjärtbladig växtart som beskrevs av George King. Connarus nicobaricus ingår i släktet Connarus och familjen Connaraceae. Inga underarter finns listade i Catalogue of Life.